# Philogone
Philogone ou Philogonos (décédé vers 324) était le 22e patriarche d'Antioche de 320 à 324. Ce saint est fêté le 20 décembre.

## Biographie
Philogone était le premier évêque après l'édit de Milan de 313, c'est-à-dire après les persécutions. Il semble qu'il était avocat, il était marié et père de famille.
Il s'opposa de toutes ses forces à l'arianisme qui venait d'apparaître. Il soutint pour cela Alexandre, le patriarche d'Alexandrie. Arius lui-même le désignait comme son ennemi.
Philogone acheva la construction de la Paléa, une église prestigieuse d'Antioche.
Jean Chrysostome, natif d'Antioche, a fait le panégyrique de Philogone, ce qui prouve que son culte était bien vivant à la fin du IVe siècle : « Avocat, il défendait les hommes contre les complots de leurs ennemis, il défendait les opprimés contre les oppresseurs. Évêque, il protégea les chrétiens contre les attaques du démon. »